# Pogonatum tortipes
Pogonatum tortipes là một loài Rêu trong họ Polytrichaceae. Loài này được (Wilson ex Mitt.) A. Jaeger miêu tả khoa học đầu tiên năm 1875.